# Acide 4-formylphénylboronique
L'acide 4-formylphénylboronique (4-FPBA) est un composé chimique de formule OHC–C6H4–B(OH)2. Il se présente comme un solide blanc cristallisé sous forme d'aiguilles incolores ou de poudre blanchâtre, faiblement soluble dans l'eau froide mais davantage dans l'eau chaude. Il est plutôt stable et forme facilement des dimères et des anhydrides cycliques trimériques, ce qui en complique la purification et tend à faire perdre le groupe acide boronique à la suite d'une réaction de Suzuki. C'est un précurseur important dans la synthèse de principes actifs agrochimiques et pharmaceutiques, et il trouve des applications industrielles comme stabilisant et inhibiteur enzymatique ainsi que comme bactéricide.

## Synthèse
La synthèse de l'acide 4-formylphénylboronique a été publiée en 1990 à partir de 4-bromobenzaldéhyde. L'acétalisation du groupe aldéhyde a été réalisée par les méthodes standard à l'aide d'orthoformiate d'éthyle HC(OCH2CH3)3 et d'éthanol CH3CH2OH pour donner du 1-bromo-4-(diéthoxyméthyl)benzène. La formation du réactif de Grignard à partir de magnésium requiert du 1,2-dibromoéthane BrCH2CH2Br avec activation aux ultrasons. La réaction avec le tri-n-butylborate B(OCH2CH2CH2CH3)3 donne un ester arylboronique traité à l'acide pour donner l'acide 4-formylphénylboronique avec un rendement de 78 %.
Les mêmes réactifs peuvent produire, avec l'ester arylboronique à −60 °C, des kilogrammes d'acide 4-formylphénylboronique avec un rendement de 99 % lorsque la réaction est assistée avec du bis(2-méthoxyéthoxy)aluminohydrure de sodium NaAlH2(OCH2CH2OCH3)2.

## Applications
L'acide 4-formylphénylboronique est utilisé dans des réactions de Suzuki, par exemple pour la production de biphényles pharmacologiquement actifs, comme précurseur du telmisartan :
La synthèse de dérivés arylbenzimidazole peut également faire intervenir une liaison aryle-hétéroaryle à l'aide d'acide 4-formylphénylboronique en présence d'un catalyseur au palladium :